# Estevão (football, 1940)
Pour les articles homonymes, voir Estevão.
Estevão António do Espírito Santo Mansidão, plus communément appelé Estevão, est un footballeur portugais né le 11 août 1940 à Alcochete. Il évoluait au poste de milieu offensif.

## Biographie

### En club
Formé au CF Belenenses, Estevão découvre la première division portugaise lors de la saison 1959-1960,,.
Il rejoint le Sporting Braga en 1965,,.
Après quatre saisons à Braga, il revient à Belenenses en 1969,,.
Estevão raccroche les crampons après la saison 1971-1972,,.
Il dispute un total de 242 matchs pour 50 buts marqués en première division portugaise,. Au sein des compétitions européennes, il dispute 4 matchs en Coupe des vainqueurs de coupe pour aucun but marqué et 8 matchs en Coupe UEFA pour trois buts marqués.

### En équipe nationale
International portugais, il reçoit une unique sélection en équipe du Portugal le 8 juin 1967 dans le cadre des qualifications pour l'Euro 1968 contre la Norvège (victoire 2-1 à Oslo).